# مک‌فارلند (کالیفرنیا)
مک‌فارلند (به انگلیسی: McFarland) شهری در شهرستان کرن ایالت کالیفرنیا است که در سرشماری سال ۲۰۱۰ میلادی، ۱۲۷۰۷ نفر جمعیت داشته است.